# Erik Berglund

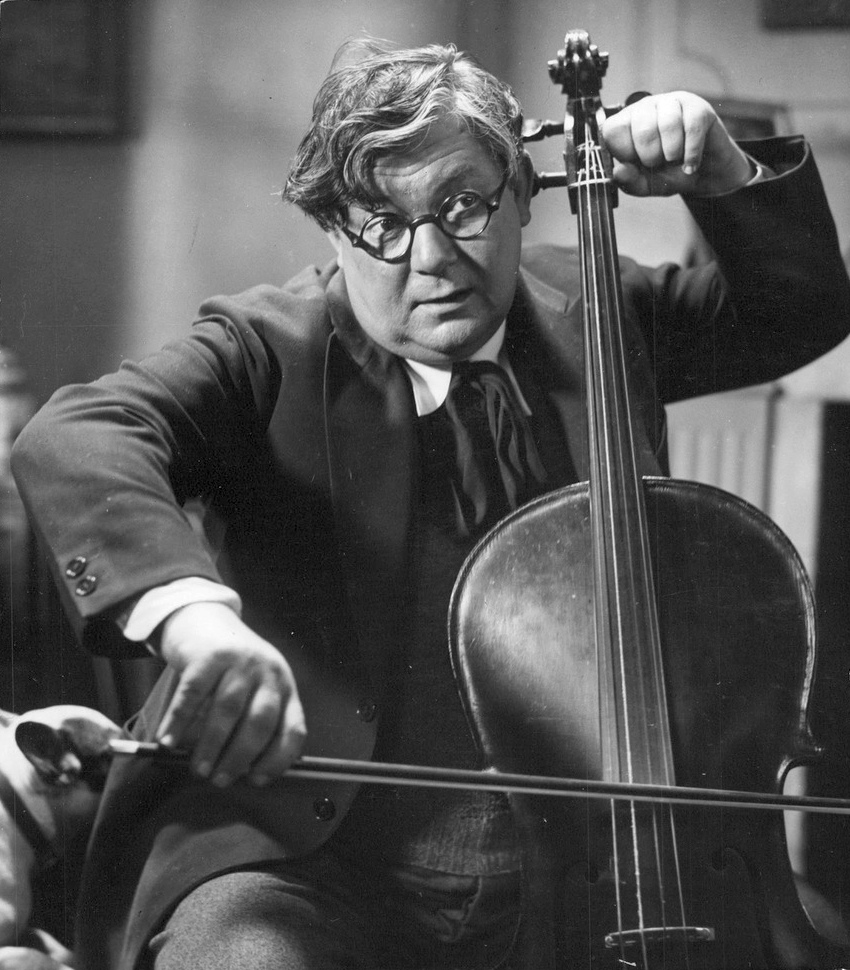
Erik Berglund en En melodi om våren (1933)

Erik "Bullen" Berglund (30 de junio de 1887-27 de abril de 1963) fue un actor, director, intérprete y cantante de revista y escritor gastronómico sueco.

## Biografía
Su nombre completo era Karl Erik Berglund, y nació en Estocolmo, Suecia, siendo sus padres Carl Victor Berglund, un comerciante, y Klara Erika Hausmetzger, de ascendencia francopolaca. Criado en el barrio de Östermalm, en su primeros años se formó en la Franska skolan, pasando en 1897 a la escuela Norra Latin, donde estudió hasta los 16 años. 
En el otoño de 1903 fue enviado a vivir con sus abuelos a París, a fin de aprender francés y obtener algún empleo. Allí consiguió trabajo en la compañía sueca Hörlin & Hoffsten, especializada en artículos dirigidos a las mujeres. Además se aficionó a la gastronomía de Francia, algo que tuvo repercusión en años venideros. 
En enero de 1905 dejó París para continuar su formación empresarial en el Instituto Strahlendorff de Berlín. En el otoño de ese año fue Londres para aprender inglés. En 1906 hizo el servicio militar en el Regimiento de Artillería Svea, donde coincidió con Eugen Nilsson. 

### Actor
Berglund no se encontraba cómodo con el trabajo de oficina, y empezó a pensar en el teatro. Había visto la obra Lycko-Pers resa en el Östermalmsteatern, y aprendió el papel antes de acudir al director Albert Ranft y pedir un ensayo. Debutó en 1907 como Lycko-Per och knöts, actuando después en los teatros de Albert Ranft Östermalmsteatern y Södra teatern de Estocolmo. 
Entre 1910 y 1912 hizo una gira por el país, y en 1912–1913 actuó en el Folkets de Estocolmo. En 1913 fue contratado por Axel Engdahl para trabajar en el Folkteatern de Gotemburgo, donde fue cantante de revista y de cuplés hasta 1920. Después volvió a Estocolmo, y en 1922–1923 y 1927–29 actuó en el Blancheteatern, en 1923–1925 en el Vasateatern, en 1925–27 en el Blanche y, a partir de 1929, en el Teatro Oscar.
Entre sus mejores actuaciones teatrales figuran las que hizo en las obras Lycko-Pers resa, Los tres mosqueteros, Påsk y Hamlet. Debutó en el cine en 1911, trabajando en más de un centenar de producciones televisivas y cinematográficas. Desde 1958 fue actor de teatro televisado. En los años 1930 fue empleado por SF Studios como director de cortometrajes. Entre sus filmes realizó Västerhavets män, en colaboración con Guillermo de Suecia, y Drottning Astrid vigd till griftero, gracias al cual fue nombrado Caballero de la Orden de Vasa y Caballero de la Orden de la Corona de Bélgica.

### Escritor gastronómico
Tras una fallida gira teatral en el verano de 1919 perdió interés por el teatro y, cuando se le ofreció la oportunidad de aprender a ser chef en Francia bajo el patrocinio de la empresa hostelera SARA-bolaget, aceptó. Inició su educación en el otoño de 1920, y practicó en el Le Chapon Fin de Burdeos antes de llegar al Claridge Hôtel de París. Después de practicar en Francia pasó al Grand Hôtel de Estocolmo, donde completó su educación en 1922. Berglund iba a ser maestro de bodega de uno de los restaurantes de la compañía, pero antes le ofrecieron el papel de Marx en Mexikoguld, obra que se iba a representar en el Blancheteatern, decidiendo de nuevo cambiar de ocupación. 
"Bullen" era el nombre del papel que Berglund interpretó en Guldgrävare en el Djurgårdsteatern en el verano de 1927. En ese período el periódico Stockholms Dagblad le ofreció escribir sobre gastronomía. Su esposa Elsa le sugirió que utilizase el nombre del personaje, y la columna se tituló "Prat om mat" (hablar de comida). La serie se hizo tan popular, que en 1927 se le propuso adaptarla a la radio. Berglund escribió también para otras publicaciones, como Svenska Dagbladet, Bonniers veckotidning, Husmodern, Vecko-Journalen, Femina, Icakuriren.
Además publicó varios libros de gastronomía, entre ellos "Prat om mat” (1928), "Mera prat om mat" (1929) y "Bullens kokbok" a principios de los años 1930. 
La conserva comercializada como Bullens pilsnerkorv recibe su nombre en recuerdo suyo.

### Vida privada
Erik Berglund falleció en Estocolmo en el año 1963. Fue enterrado en el Cementerio Norra begravningsplatsen de esa ciudad.
Había estado casado entre 1908 y 1910 con Eleonora Viktoria "Tora" Jansson (1887–1965), y a partir de 1912 con la actriz Elsa Berglund (1885–1967), que colaboró con él en varios de sus libros de cocina.

## Premios
- Caballero de la Orden de Vasa
- Caballero de la Orden de la Corona (Bélgica)
- Caballero de la Orden de las Palmas Académicas

## Filmografía (selección)

### Actor
- 1915 : I kronans kläder
- 1915 : En teaterdirektörs vedermödor
- 1916 : I minnenas band
- 1925 : Två konungar
- 1927 : Förseglade läppar
- 1928 : Synd
- 1930 : Ulla, min Ulla
- 1930 : Vi två
- 1930 : För hennes skull
- 1930 : Doktorns hemlighet
- 1931 : En kärleksnatt vid Öresund
- 1931 : Falska miljonären
- 1931 : Röda dagen
- 1932 : Service de nuit
- 1932 : Jag gifta mig – aldrig
- 1932 : En stulen vals
- 1932 : Svärmor kommer
- 1932 : Lyckans gullgossar
- 1933 : Hustru för en dag
- 1933 : En melodi om våren
- 1933 : Djurgårdsnätter
- 1933 : Inled mig i frestelse
- 1934 : Kungliga Johansson
- 1934 : Fasters millioner
- 1935 : Valborgsmässoafton
- 1935 : Ungkarlspappan
- 1935 : Under falsk flagg
- 1936 : Familjens hemlighet
- 1936 : På Solsidan
- 1936 : Han, hon och pengarna
- 1936 : Bröllopsresan
- 1936 : Intermezzo
- 1936 : Johan Ulfstjerna
- 1937 : Ryska snuvan
- 1937 : Pappas pojke
- 1937 : O, en så'n natt!
- 1938 : Styrman Karlssons flammor
- 1938 : Fram för framgång
- 1938 : En kvinnas ansikte
- 1939 : Rena rama sanningen
- 1939 : Gläd dig i din ungdom
- 1939 : En enda natt
- 1939 : Valfångare
- 1939 : Åh, en så'n grabb!
- 1939 : Kadettkamrater
- 1940 : Stora famnen
- 1940 : Stål
- 1941 : Spökreportern
- 1941 : I natt - eller aldrig
- 1941 : Landstormens lilla argbigga
- 1941 : Striden går vidare
- 1941 : Bara en kvinna
- 1942 : Rid i natt!
- 1942 : Jacobs stege
- 1943 : Katrina
- 1943 : En vår i vapen
- 1943 : Lille Napoleon
- 1943 : Älskling, jag ger mig
- 1943 : I dag gifter sig min man
- 1944 : 83:an i lumpen
- 1944 : Kungajakt
- 1944 : Prins Gustaf
- 1944 : På farliga vägar
- 1944 : Skogen är vår arvedel
- 1945 : Mans kvinna
- 1945 : Sussie
- 1945 : Oss tjuvar emellan eller En burk ananas
- 1945 : I som här inträden
- 1945 : Idel ädel adel
- 1945 : En förtjusande fröken
- 1946 : Peggy på vift
- 1946 : I dödens väntrum
- 1946 : Onsdagsväninnan
- 1946 : Rötägg
- 1946 : Eviga länkar
- 1947 : Det kom en gäst
- 1947 : Tösen från Stormyrtorpet
- 1947 : Dynamit
- 1947 : Pappa sökes
- 1948 : Loffe på luffen
- 1948 : En svensk tiger
- 1949 : Flickan från tredje raden
- 1951 : Livat på luckan
- 1952 : Klackarna i taket
- 1952 : Blondie, Biffen och Bananen
- 1952 : Janne Vängman i farten
- 1952 : För min heta ungdoms skull
- 1953 : All jordens fröjd
- 1953 : Flickan från Backafall
- 1953 : Vingslag i natten
- 1953 : I dimma dold
- 1953 : Fartfeber
- 1954 : Östermans testamente
- 1955 : Sommarflickan
- 1955 : Älskling på vågen
- 1955 : Karusellen i fjällen
- 1956 : Ratataa
- 1956 : Flickan i frack
- 1956 : Moln över Hellesta
- 1956 : 7 vackra flickor
- 1956 : Den tappre soldaten Jönsson
- 1956 : Sången om den eldröda blomman
- 1957 : Far till sol och vår

### Productor televisivo
- 1959 : Romeo och Julia i Östberlin
- 1959 : Det var en annan historia
- 1960 : Oväder
- 1960 : Slå nollan till polisen
- 1960 : I Arlanda by
- 1961 : Vildanden
- 1961 : Eurydike
- 1961 : En handelsresandes död
- 1961 : Utan fast bostad
- 1962 : Dödens arlekin
- 1962 : Kvartetten som sprängdes
- 1962 : Värmlänningarna (TV)
- 1963 : Topaze (TV)

### Director
- 1915 : En teaterdirektörs vedermödor
- 1932 : Jag gifta mig – aldrig
- 1934 : Dopp i gryta
- 1935 : Fastlagsriset
- 1935 : Västerhavets män
- 1935 : Drottning Astrid vigd till griftero
- 1936 : Eva tittar i fönster
- 1938 : Knut löser knuten
- 1938 : Bönderna kommer
- 1942 : Skånska klenoder
- 1943 : Österlen

## Teatro (selección)

### Actor
- 1907 : Lycko-Pers resa, de August Strindberg, dirección de Justus Hagman, Östermalmsteatern[3]
- 1907 : Ett köpmanshus i skärgården, de Emilie Flygare-Carlén, Östermalmsteatern
- 1907 : Postrånet, de Eugène Moreau, Paul Siraudin y Alfred Delacour, dirección de Justus Hagman, Östermalmsteatern[4]
- 1907 : Samvetets mask, de Ludwig Anzengruber, Östermalmsteatern[5]
- 1908 : Kapten Grant och hans barn, de Julio Verne, Östermalmsteatern[6]
- 1908 : De små landstrykarna, de Pierre Decourcelle, Östermalmsteatern
- 1908 : La vuelta al mundo en ochenta días, de Julio Verne, Östermalmsteatern[7]
- 1908 : Strandbyfolk, de Holger Drachmann, Östermalmsteatern[8][9]
- 1908 : Daniel Hjort, de Josef Julius Wecksell, Östermalmsteatern
- 1908 : En smålänning, eller Sin egen lyckas smed, de Algot Sandberg, Östermalmsteatern[10]
- 1909 : Fröken Sherlock Holmes, de Alfred Grünwald y Julius Brammer, Östermalmsteatern[11]
- 1909 : Lycko-Pers resa, de August Strindberg, Östermalmsteatern
- 1909 : Sabinskornas bortrövande, de Paul von Schönthan y Franz von Schönthan, Östermalmsteatern[12]
- 1909 : La tía de Carlos, de Brandon Thomas, Östermalmsteatern
- 1909 : Bröderna Hansen, de Edgard Høyer, dirección de Peter Fjelstrup, Östermalmsteatern
- 1909 : Det kära barnet, de Arthur Wing Pinero, Östermalmsteatern[13]
- 1909 : Ett storstadshem, de Christopher Boeck, Teatro Oscar y gira
- 1909 : Nick Carter, eller En gårdsfest i 33:an, de Emil Norlander, Djurgårdsteatern
- 1910 : Tokiga Amelie eller En bröllopsnatt vid Nordpolen, de Emil Norlander, Södra Teatern
- 1910 : Tre jobbande pojkar, de Emil Norlander, compañía de John Liander
- 1910 : Ett bröllop i Paris, de Émile de Najac y Edmond About, compañía de John Liander
- 1910 : El conde de Montecristo, de Alejandro Dumas, dirección de John Liander, compañía de John Liander
- 1911 : Yon Yonson, de Algot Sandberg, dirección de John Liander, compañía de John Liander
- 1911 : Los tres mosqueteros, de Alejandro Dumas, dirección de John Liander, compañía de John Liander
- 1911 : Buller om huller, de Harald Leipziger, Sveasalen
- 1911 : Gardesofficeren, de Ferenc Molnár, compañía de Albert Ranft
- 1911 : Silkesstrumpan, de Algot Sandberg, compañía de Albert Ranft
- 1911 : Leda och svanen, de Algot Sandberg, compañía de Albert Ranft
- 1911 : Andras affärer, de Gustaf af Geijerstam, compañía de Albert Ranft
- 1911 : Halta Lena och Vindögda Per, de Ernst Fastbom, compañía de Albert Ranft
- 1912 : Spökhotellet, de Georges Feydeau y Maurice Desvallieres, dirección de Albert Ranft, compañía de Albert Ranft[14]
- 1912 : En sommarnattsdröm, eller Här ska städas, de Axel Engdahl y Fritz Schéel, Folkteatern de Gotemburgo
- 1912 : Hin och smålänningen, de Frans Hedberg, Folkets hus teater[15]
- 1912 : En stockholmsflicka, de Oscar Wennersten, Folkets hus teater[16]
- 1913 : Den förtrollade telefonen, de Axel Engdahl y Oscar Wennersten, Folkets hus teater
- 1913 : Pytt i panna, de Axel Engdahl, dirección de Axel Engdahl y Thor Christiernsson, Folkteatern
- 1913 : Stabstrumpetaren, de Frans Hedberg, dirección de Thor Christiernsson, Folkteatern
- 1913 : Grönköpings tivoli, eller Fattiga Albin, eller Musikens makt, eller Lejonbruden, de Axel Engdahl, dirección de Axel Engdahl y Thor Christiernsson, Folkteatern
- 1917 : Fåglarnas dag, de Axel Engdahl, dirección de Axel Engdahl y Thor Christiernsson, Folkteatern
- 1917 : Atlanten vid Kristinehamn, de Axel Engdahl, Folkteatern y Folkteatern de Estocolmo[17]
- 1919 : Hembränt, de David Gustafsson, dirección de Erik Berglund, Nya teatern de Gotemburgo
- 1919 : Kaos, de Axel Engdahl, dirección de Erik Berglund, gira
- 1920 : Handel och sjöfart eller Allt för alla, de Axel Engdahl y Fritz Schéel, dirección de Axel Engdahl, Folkteatern[18]
- 1922 : Mexiko-guld, de Rudolf Lothar y Hans Bachwitz, dirección de Uno Brander, Blancheteatern[19]
- 1922 : Dick eller Danny, de Lee Wilson Dodd, dirección de Erik Berglund, Blancheteatern[20][21]
- 1922 : Babyn, de Hans Sturm y Fritz Jakobstedter, dirección de Nils Arehn, Blancheteatern[22]
- 1922 : 18 år, de Harald Bergstedt, dirección de Ernst Eklund, Blancheteatern
- 1923 : Din nästas fästmö, de Adelaide Matthews y Anne Nichols, dirección de Ernst Eklund, Blancheteatern[23]
- 1923 : Fruns båda män, de Félix Gandéra y André Mouézy-Éon, dirección de Karin Swanström, Folkteatern[24]
- 1923 : Mårdboan, de Einar Fröberg, dirección de Einar Fröberg, Svenska teatern de Estocolmo
- 1923 : En herre i frack, de André Picard, dirección de Nils Johannisson, Svenska teatern[25]
- 1923 : Fruar på krigsstråt, de Georges Feydeau, dirección de Albert Ranft, Vasateatern[26]
- 1924 : På hal is, de Franz Arnold y Ernst Bach, dirección de Knut Nyblom, Vasateatern[27]
- 1924 : Krokodilen, de Karl Strecker, dirección de Knut Nyblom, Vasateatern[28]
- 1924 : Trettio dagar, de Augustus Thomas, dirección de Ragnar Widestedt, Vasateatern[29]
- 1924 : Reggies bröllop, de Edward Salisbury Field, dirección de Ernst Eklund, Blancheteatern[30]
- 1924 : Det gick en ängel, de Jacques Bousquet y Henri Falk, dirección de Tollie Zellman, Komediteatern[31]
- 1924 : Portieren på Maxim, de Charles-Anatole Le Querrec, Gustave Quinson y Henri Geroule, dirección de Ernst Eklund, Blancheteatern[32]
- 1924 : Lilla Busses bröllop, de Richard Kessler, dirección de Knut Nyblom, Vasateatern[33]
- 1924 : Säg att det är du, de Jacques Bousquet y Henri Falk, dirección de Gunnar Klintberg, Svenska teatern
- 1924 : Vår lilla fru, de Avery Hopwood, dirección de Ragnar Widestedt, Vasateatern[34]
- 1925 : Stormfågeln, de Roi Cooper Megrue, Vasateatern
- 1925 : Bulldoggen, de H. C. McNeile, dirección de Ragnar Widestedt, Vasateatern[35]
- 1925 : Ett felsteg, de Eugen Burg y Louis Taufstein, dirección de Knut Nyblom, Vasateatern[36]
- 1925 : Kvitt eller dubbelt, de Theophilus Charlton, dirección de Knut Nyblom, Vasateatern[37]
- 1925 : Nattens drottning, de Franz Arnold, Ernst Bach y Walter Kollo, dirección de Valdemar Dalquist, Vasateatern[38]
- 1925 : Dubbelexponering, de Avery Hopwood, dirección de Mathias Taube, Blancheteatern[39]
- 1925 : På begäran, de Nicolas Nancey y Henry de Gorsse, dirección de Erik Berglund, Blancheteatern[40]
- 1925 : Mannens revben, de William Somerset Maugham, dirección de Erik Berglund, Blancheteatern[41]
- 1925 : Portieren på Maxim, de Charles-Anatole Le Querrec, Gustave Quinson y Henri Geroule, dirección de Ernst Eklund, Blancheteatern[42]
- 1926 : Kassabrist, de Vilhelm Moberg, dirección de Erik Berglund, Blancheteatern
- 1926 : I skolan igen, de André Birabeau, dirección de Mathias Taube, Blancheteatern[43]
- 1926 : Chou-Chou, de Jacques Bousqeet y Alexandre Madis, dirección de Einar Fröberg, Blancheteatern[44]
- 1926 : Mina damer och herrar, de Svasse Bergqvist, Södra Teatern[45]
- 1926 : De ä sånt ni ska ha, de Karl Gerhard, dirección de Olof Sandborg, Folkteatern de Gotemburgo
- 1926 : Kassabrist, de Vilhelm Moberg, dirección de Erik Berglund, Folkteatern
- 1926 : Portiern på Maxim, de Charles-Anatole Le Querrec, Gustave Quinson y Henri Geroule, dirección de Erik Berglund, Folkteatern
- 1926 : Tofsen, de Margaret Mayo y Aubrey Kennedy, dirección de Erik Berglund, Folkteatern
- 1926 : Hans majestät får vänta, de Oscar Rydqvist, dirección de Einar Fröberg, Komediteatern
- 1927 : Buketten, de André Birabeau y Georges Dolley, dirección de Erik Berglund, Komediteatern[46]
- 1927 : Skrämda katter, de Margaret Mayo y Aubrey Kennedy, dirección de Erik Berglund, Djurgårdsteatern[47][48]
- 1927 : Guldgrävare, de Avery Hopwood, dirección de Ernst Eklund, Djurgårdsteatern[49]
- 1927 : La tía de Carlos, de Brandon Thomas, dirección de Elis Ellis, Djurgårdsteatern[50]
- 1927 : Håkansbergsleken, de Einar Holmberg, dirección de Harry Roeck-Hansen, Blancheteatern[51]
- 1927 : Det farliga året, de Rudolf Lothar y Hans Bachwitz, dirección de Harry Roeck-Hansen, Blancheteatern[52]
- 1927 : Socorros inackorderingar, de Miguel Ramos Carrión y Vital Aza, dirección de Hjalmar Selander, Blancheteatern[53]
- 1928 : Bobbys sista natt, de James Barclay, dirección de Harry Roeck-Hansen, Blancheteatern[54]
- 1928 : Fanatiker, de Miles Malleson, dirección de Harry Roeck-Hansen, Blancheteatern[55]
- 1928 : Domprosten Bomander, de Mikael Lybeck, dirección de Harry Roeck-Hansen, Blancheteatern[56]
- 1928 : Hertiginnan av Elba, de Rudolf Lothar y Oscar Winterstein, dirección de Harry Roeck-Hansen, Blancheteatern[57]
- 1928 : Mary Dugans process, de Bayard Veiller, dirección de Harry Roeck-Hansen, Blancheteatern[58]
- 1929 : Påsk,  de August Strindberg, dirección de Harry Roeck-Hansen, Blancheteatern[59]
- 1929 : Såna barn, de Maxwell Anderson, dirección de Erik Berglund, Blancheteatern[60]
- 1929 : Maya, de Simon Gantillon, dirección de Harry Roeck-Hansen, Blancheteatern[61]
- 1929 : Männen vid fronten, de Robert Cedric Sherriff, dirección de Thomas Warner, Teatro Oscar[62]
- 1929 : Ambrosius, de Christian Molbech, dirección de Rune Carlsten, Teatro Oscar
- 1929 : Vid 37de gatan, de Elmer Rice, dirección de Svend Gade, Teatro Oscar[63]
- 1930 : Den stora kärleken, de Paul Géraldy y Robert Spitzer, dirección de Gösta Ekman (sénior), Teatro Oscar
- 1930 : Henrik VIII, de William Shakespeare, dirección de Thomas Warner, Teatro Oscar[64]
- 1930 : En liten olycka, de Floyd Dell y Thomas Mitchell, dirección de Gösta Ekman (sénior), Teatro Oscar[65]
- 1930 : Trions bröllop, de Sigfrid Siwertz, dirección de John W. Brunius, Teatro Oscar[66]
- 1930 : Bruden, de Stuart Oliver y George M. Middleton, dirección de Rune Carlsten, Teatro Oscar[67][68]
- 1930 : Äventyr på fotvandringen, de Jens Christian Hostrup, dirección de Rune Carlsten, Teatro Oscar[69]
- 1930 : Farmors revolution, de Jens Locher, dirección de Pauline Brunius, Teatro Oscar[70]
- 1930 : Gustav Vasa, de August Strindberg, dirección de Gunnar Klintberg, Teatro Oscar[71]
- 1930 : 18 år, de John Van Druten, dirección de Pauline Brunius, Teatro Oscar[72]
- 1930 : Mordet i andra våningen, de Frank Vosper, dirección de John W. Brunius, Teatro Oscar[73]
- 1930 : Nyckelromanen, de Ragnar Josephson, dirección de Erik Berglund, Teatro Oscar[74]
- 1931 : Det svaga könet, de Édouard Bourdet, dirección de Max Reinhardt, Teatro Oscar[75]
- 1931 : Supé, de Ferenc Molnár, dirección de Bjørn Bjørnson, Teatro Oscar[76]
- 1932 : Juvelstölden, de Ladislas Fodor, dirección de Nils Johannisson, Teatro Oscar[77]
- 1932 : Fanny, de Marcel Pagnol, dirección de Pauline Brunius, Teatro Oscar y Lorensbergsteatern
- 1932 : Pengar på banken, de Beda y Klemens, dirección de Erik Berglund, Folkteatern[78]
- 1933 : Fruns båda män, de Félix Gandéra y André Mouézy-Éon, dirección de Karin Swanström, gira[79]
- 1933 : Ett leende år, Södra Teatern
- 1934 : Trions bröllop, de Sigfrid Siwertz, gira[80]
- 1934 : Almost a Honeymoon, de Walter Ellis, dirección de Gösta Ekman (sénior), Vasateatern[81]
- 1938 : George and Margaret, de Gerald Savory, dirección de Edvin Adolphson, Teatro Oscar[82][83]
- 1940 : Vår lilla stad, de Thornton Wilder, dirección de Per-Axel Branner, Dramaten
- 1940 : Äventyr på fotvandringen, dirección de Rune Carlsten, Teatro Oscar
- 1941 : Portiern på Maxim, de Gustave Quinson y Charles-Anatole Le Querrec, Teatro Oscar[84]
- 1942 : Kid Jackson, de Marcel Achard, dirección de Olof Molander, Vasateatern[85]
- 1942 : Natten till den 17 januari, de Ayn Rand, dirección de Per-Axel Branner, Biograf Edison[86]
- 1943 : I evighet amen, de Anton Wildgans, dirección de Per-Axel Branner, Biograf Edison[87]
- 1943 : Herr Blink går över alla gränser, de Lars-Levi Laestadius, dirección de Per Lindberg, Vasateatern[88]
- 1943 : Kungen, de Robert de Flers, Emmanuel Arène y Gaston Arman de Caillavet, dirección de Rune Carlsten, Dramaten
- 1944 : Mans kvinna, de Vilhelm Moberg, dirección de Per Lindberg y Gösta Folke, Vasateatern[89]
- 1944 : Det var nära ögat, de Thornton Wilder, dirección de Gunnar Skoglund, Vasateatern[90]
- 1946 : Eskapad, de Lajos Lajtai y Staffan Tjerneld, dirección de William Mollison, Teatro Oscar[91][92]
- 1947 : Cyrano de Bergerac, de Edmond Rostand, dirección de Sandro Malmquist, Teatro Oscar[93]
- 1948 : Vår lilla stad, de Thornton Wilder, dirección de Gösta Folke, Malmö stadsteater
- 1948 : Kära Ruth!, de Norman Krasna, dirección de Johan Falck, Norrköping-Linköping stadsteater
- 1948 : Hamlet, de William Shakespeare, dirección de Henrik Dyfverman, Stockholmsteatern
- 1949 : Lyckans värdshus, de Marc-Gilbert Sauvajon, dirección de Erik Berglund, Programbolaget Jönköping
- 1949 : Nyckelromanen, de Ragnar Josephson, dirección de Erik Berglund, Riksteatern[94]
- 1949 : Edwards barn, de Marc-Gilbert Sauvajon, Frederick J. Jackson y Roland Bottomley, dirección de Stig Roland, Norrköping-Linköping stadsteater
- 1950 : Edward, min son, de Robert Morley y Noel Langley, dirección de Gösta Folke, Riksteatern[95]
- 1951 : Det hände i Marseille, de Marcel Pagnol, dirección de Erik Berglund, Riksteatern[96]
- 1952 : Huset i Montevideo, de Curt Goetz, dirección de Göran Gentele, Folkan
- 1953 : Slå nollan till polisen, de Frederick Knott, dirección de Keve Hjelm, Östgötateatern[97]
- 1954 : Slå nollan till polisen, de Frederick Knott, dirección de Frank Sundström, Riksteatern[98]
- 1957 : Utsikt från en bro, de Arthur Miller, dirección de Frank Sundström, Riksteatern[99]
- 1957 : Domaren, de Vilhelm Moberg, dirección de Per-Axel Branner, Intiman[100]

### Director
- 1915 : Tur och retur, de Axel Engdahl, Folkteatern de Gotemburgo, dirigida con Axel Engdahl
- 1917 : Det frysande slottet, de Axel Engdahl, Folkteatern, dirigida con Axel Engdahl
- 1918 : Trollspisen, de David Gustafsson, Göteborgs friluftsteater
- 1919 : Hembränt, de David Gustafsson, Nya teatern
- 1919 : Kaos, de Axel Engdahl, gira
- 1922 : Dick eller Danny, de Lee Wilson Dodd, Blancheteatern
- 1923 : Folkan, förstås, de Karl Gerhard, Folkteatern
- 1925 : Un homme sur la paille, de Nicolas Nancey y Henry de Gorsse, adaptación de Erik Berglund, Blancheteatern
- 1925 : The Camel's Back, de William Somerset Maugham, adaptación de Björn Halldén y S.S. Wilson, Blancheteatern
- 1926 : Kassabrist, de Vilhelm Moberg, Blancheteatern
- 1926 : Kassabrist, de Vilhelm Moberg, Folkteatern
- 1926 : Le Chasseur de chez Maxim's, de Charles-Anatole Le Querrec, Gustave Quinson y Henri Geroule, Folkteatern
- 1926 : Scared Cats, de Margaret Mayo y Aubrey Kennedy, Folkteatern
- 1927 : La Fleur d'oranger, de André Birabeau y Georges Dolley, Komediteatern
- 1927 : Scared Cats, de Margaret Mayo y Aubrey Kennedy, Djurgårdsteatern
- 1929 : Saturday's children, de Maxwell Anderson, adaptación de Gustaf Collijn, Blancheteatern
- 1930 : Nyckelromanen, de Ragnar Josephson, Teatro Oscar[101]
- 1932 : Tanz der millionen, de Fritz Löhner-Beda y Klemells Weitz-Clewe, Folkteatern
- 1932 : Svensson, de Gustaf H. Lundberg, Folkteatern[102]
- 1948 : Bullen bjuder på middag, de Nils Perne, Teaterbåten de Gotemburgo
- 1949 : Nyckelromanen, de Ragnar Josephson, Riksteatern
- 1951 : Fanny, de Marcel Pagnol, Riksteatern

## Radioteatro
- 1941 : John Blundqvist, de Berndt Carlberg, dirección de Carl-Otto Sandgren[103]
- 1942 : Herr Dillman får besök, de Bigi Wennberg y Gösta Rybrant, dirección de Carl-Otto Sandgren[104]

## Escritos
- 1928 : Prat om mat[105]
- 1929 : Mera prat om mat
- 1929 : Mat med Kronolja
- 1930 : Bullens kokbok (ediciones en 1930–2003)
- 1931 : Fyffes finesser av Bullen
- 1939 : Gastronomiska reseminnen utprovade på Kockums gasspis
- 1947 : Bullens mat: ett urval av Bullens bästa recept i ICA-kuriren
- 1960 : Ett sånt liv (memorias)